# Eduardo Armenta
Eduardo Alonso Armenta Palma (ur. 16 grudnia 2001 w Guamúchil) – meksykański piłkarz występujący na pozycji środkowego pomocnika lub prawego obrońcy, od 2025 roku zawodnik Querétaro.